# Provincia Antártica Chilena
Provincia Antártica Chilena är en provins i Chile, som omfattar kommunen Cabo de Hornos på Eldslandet och Chiles anspråk på Antarktis, som utgör kommunen Antártica men förvaltas av Cabo de Hornos. Provinsen tillhör regionen Magallanes och har Puerto Williams som huvudort.
Inom provinsen ligger Diego Ramirezöarna, Chiles och Sydamerikas sydligaste område.

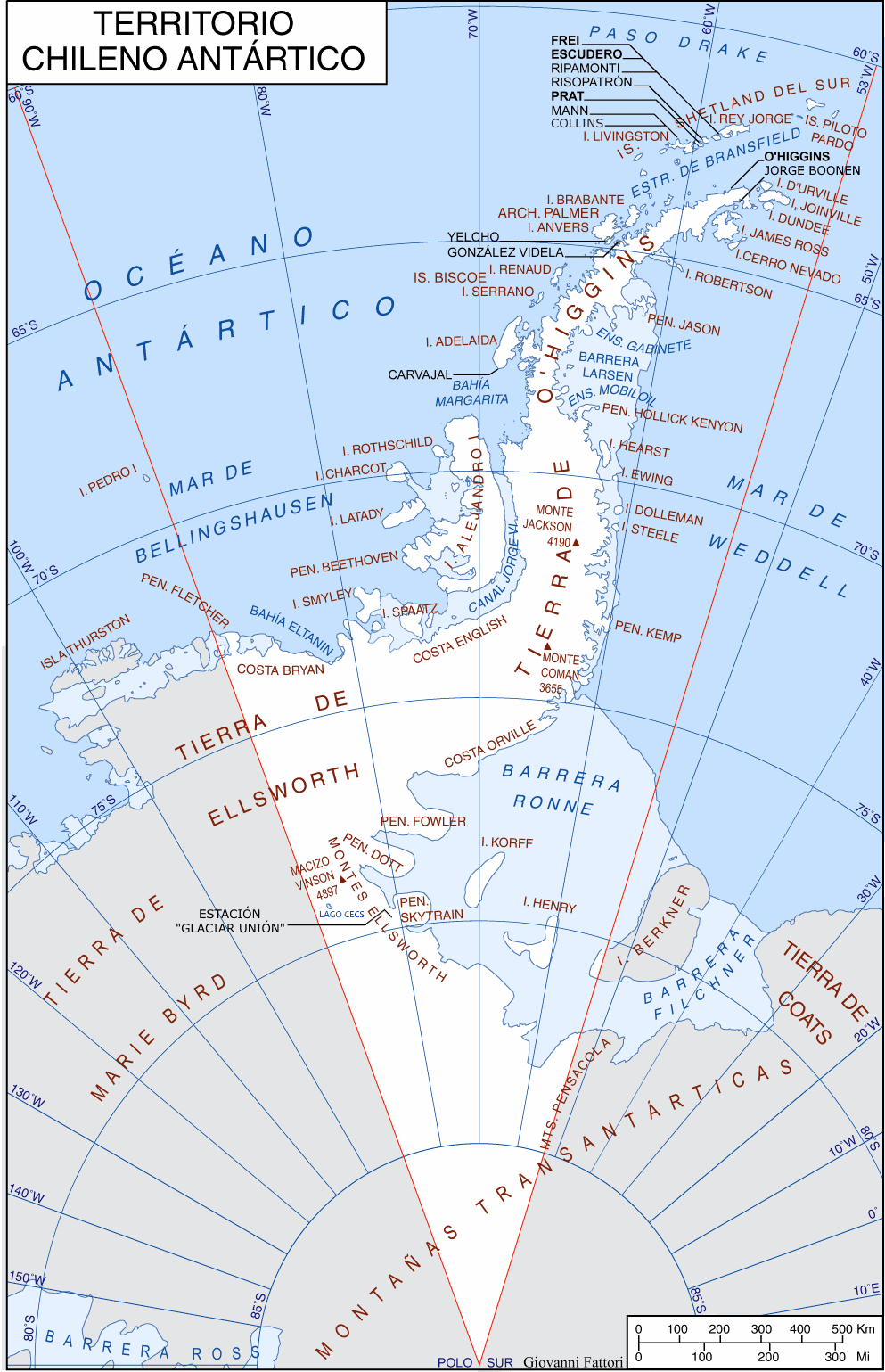
Karta över Chiles antarktiska territorium på spanska